# Jeżozwierz afrykański
Jeżozwierz afrykański (Hystrix cristata) – gatunek ssaka z rodziny jeżozwierzowatych (Hystricidae).

## Taksonomia
Gatunek po raz pierwszy zgodnie z zasadami nazewnictwa binominalnego opisał w 1758 roku szwedzki przyrodnik Karol Linneusz nadając mu nazwę Hystrix cristata. Holotyp pochodził z obszaru niedaleko Rzymu, we Włoszech.
Hystrix cristata należy do podrodzaju Hystrix. Dwa gatunki, H. cristata i H. galeata, zostały opisane z Afryki na północ od równika, ale z powodu znacznego pokrywania się wszystkich cech charakterystycznych, są one uważane za jeden gatunek. Kilka podgatunków zostało opisanych we Włoszech i w północnej Afryce, ale nie zostały one wyróżnione w ostatnim przeglądzie taksonomicznym. Autorzy Illustrated Checklist of the Mammals of the World uznają ten gatunek za monotypowy.

### Etymologia
- Hystrix: gr. υστριξ ustrix „jeżozwierz”, być może od υς us „wieprz”; θριξ thrix, τριχος trikhos „włosy”[19].
- cristata: łac. cristatus „czubaty, grzebieniasty”, od crista „grzebień, pióropusz”[20].

## Zasięg występowania
Jeżozwierz afrykański występuje w południowej Europie (kontynentalne Włochy i Sycylia), północnej Afryce (wzdłuż wybrzeża i części gór Atlas w Maroku, Algierii, Tunezji, części wybrzeży Libii i Egiptu oraz izolowane populacje w półpustynnych częściach Mauretanii, Mali i Nigru), wschodniej Afryce (południowy Sudan, Sudan Południowy, Erytrea, południowe Dżibuti, Etiopia i Somalia) oraz w wąskim paśmie od Senegalu do Tanzanii (w tym wyspa Zanzibar w archipelagu Zanzibar). Introdukowany w XIX wieku na wyspę Elba (obecnie jest tam prawdopodobnie wymarły) oraz z kontynentalnych Włoch w 2005 roku na Sardynię.

## Morfologia

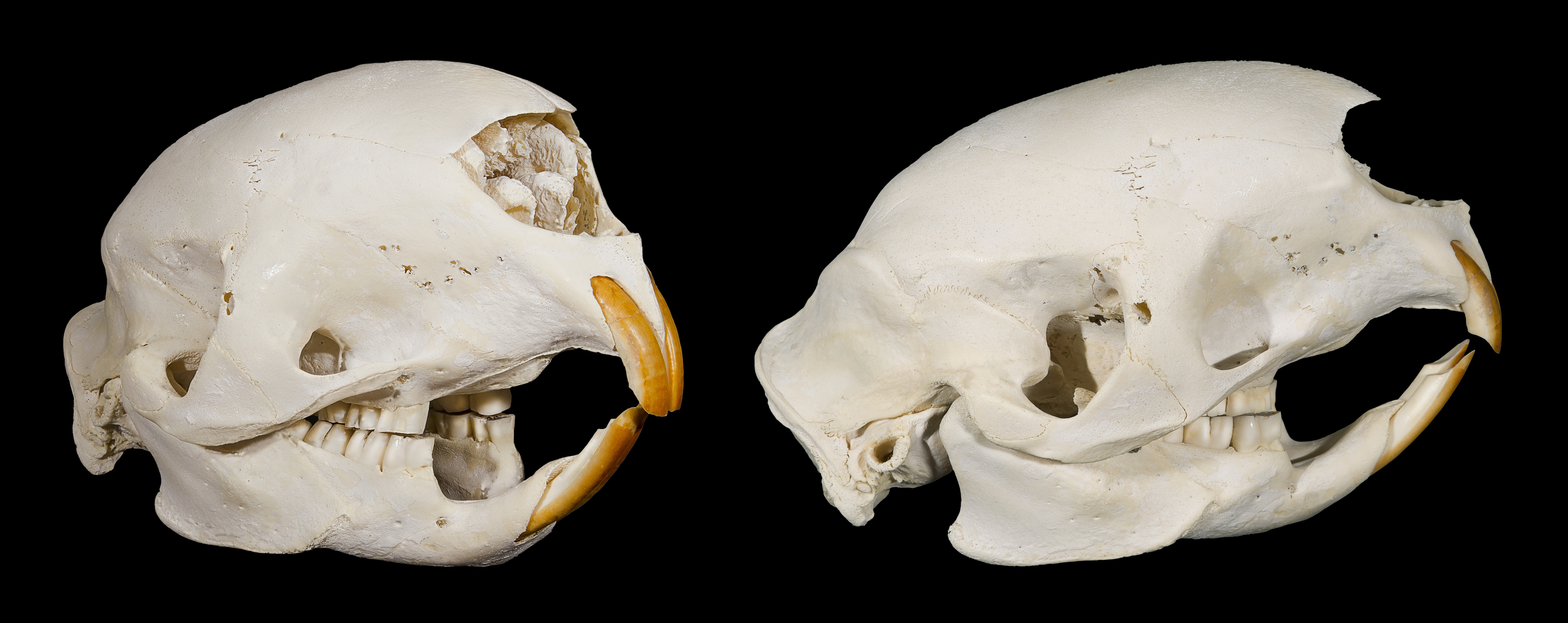
Czaszka

Długość ciała (bez ogona) 455–930 mm, długość ogona 60–170 mm, długość ucha jednego osobnika 39 mm, długość tylnej jednego osobnika 86 mm; masa ciała 8–27 kg. Jest największym gryzoniem żyjącym współcześnie w Afryce. Futro pasiaste w kolorze brunatnym i żółtawym. Na grzbiecie i ogonie występują kolce do 40 cm długości.

## Ciąża
Ciąża u jeżozwierza afrykańskiego trwa od 7 do 8 tygodni. Samica rodzi zwykle 2–4 młodych. W ciągu roku ma 2–3 mioty .

## Ekologia
Prowadzi nocny tryb życia. Żyje samotniczo lub w parach, zamieszkując suche i skaliste tereny. Jest roślinożerny. Żywi się korą, korzeniami, bulwami, kłączami, cebulkami, opadłymi owocami i roślinami uprawnymi.